# Gallatin (Missouri)
Pour les articles homonymes, voir Gallatin.
La ville américaine de Gallatin est le siège du comté de Daviess, dans l'État du Missouri.

## Histoire
C'est à Gallatin, en décembre 1869, qu'eut lieu une attaque de banque perpétrée par le Gang James-Younger formé de Cole Younger et Frank James.

## Démographie
Lors du recensement de 2010, le village comptait une population de 1 786 habitants. Elle est estimée, en 2016, à 1 731 habitants.